# Molophilus (Molophilus) propinquus propinquus
Molophilus (Molophilus) propinquus propinquus is een ondersoort van de tweevleugelige Molophilus (Molophilus) propinquus uit de familie steltmuggen (Limoniidae). De ondersoort komt voor in het Palearctisch gebied.